# Plagiá (ort i Grekland, Västra Grekland)
Plagiá är en ort i Grekland.   Den ligger i prefekturen Nomós Aitolías kai Akarnanías och regionen Västra Grekland, i den centrala delen av landet, 270 km väster om huvudstaden Aten. Plagiá ligger 223 meter över havet och antalet invånare är 939.
Terrängen runt Plagiá är huvudsakligen kuperad, men åt nordväst är den platt. Havet är nära Plagiá västerut.  Närmaste större samhälle är Lefkáda, 6,4 km nordväst om Plagiá. 